# Mimocagosima
Mimocagosima – rodzaj chrząszczy z rodziny kózkowatych i podrodziny zgrzypikowych.

## Zasięg występowania
Przedstawiciele tego rodzaju występują w południowych Chinach oraz Laosie.

## Systematyka
Do Mimocagosima należą 2 gatunki:
- Mimocagosima humeralis
- Mimocagosima ochreipennis